# Saman
Saman (Samanea) je rod tropických stromů z čeledi bobovité (Fabaceae). Jsou to stromy s dvakrát zpeřenými listy a květy s dlouhými tyčinkami. Rod zahrnuje 5 druhů a je rozšířen v Jižní Americe a tropické Africe. Nejznámější druh rodu, Samanea saman, byl přeřazen do rodu albízie jako Albizia saman.

## Popis
Pozn.: popis nezahrnuje africké druhy.

Samany jsou poloopadavé, nízké až vysoké stromy s rozložitou korunou. Listy jsou dvakrát sudozpeřené, složené z 3 až 6 párů segmentů z nichž každý je složen z 3 až 8 párů relativně velkých lístků. Palisty jsou bylinné a brzy opadávají. Na hlavní ose listu jsou mezi jednotlivými postranními segmenty přítomny žlázky. Květenství jsou hlávky připomínající okolík, někdy jsou však označovaná za vrcholíky. V květenství je několik odlišných typů květů, na okraji jsou květy krátce stopkaté, menší, 5-četné, ve středu květenství jsou větší a 7-8-četné. Vrcholový květ je přisedlý. Korunní lístky jsou do poloviny srostlé, koruna je o něco delší než kalich. Tyčinek je 16 až 36, na bázi jsou srostlé do trubičky která nepřesahuje délku koruny. Semeník je přisedlý, s nitkovitou čnělkou a mnoha semeny. Plody jsou nepukavé, podlouhlé, přímé nebo jen lehce prohnuté, s tenkou tvrdou slupkou (exokarpem) a dužnatým mezokarpem. Semena jsou oddělena tenkými přehrádkami.

## Rozšíření
Rod Samanea zahrnuje v současném pojetí 5 druhů. Je rozšířen v Jižní Americe od Guyany po Argentinu a v tropické Africe. V Jižní Americe má nejrozsáhlejší areál druh Samanea tubulosa, v Africe Samanea dinklagei

## Taxonomie
Rod Samanea je v taxonomii čeledi bobovité řazen do podčeledi Caesalpinioideae a do tribu Ingeae. Dříve byl součástí podčeledi Mimosoideae (resp. samostatné čeledi Mimosaceae), která byla v roce 2017 vřazena do podčeledi Caesalpinioideae. Mezi blízce příbuzné rody náleží dle výsledků molekulárních studií např. Albizia, Inga, Enterolobium a vzhledově velmi podobný rod Pseudosamanea, zastoupený 2 druhy v tropické Americe.
Nejznámější druh rodu, Samanea saman, byl přeřazen do rodu Albizia jako Albizia saman. Tento druh má za sebou pohnutou taxonomickou historii, která možná ještě není u konce, neboť komplexní fylogenetická revize tribu Ingeae nebyla dosud vydána. Druh byl popsán roku 1800 jako Mimosa saman a později postupně řazen různými autory do rodů Inga, Pithecellobium, Calliandra, Albizia, Feuilleea, Enterolobium a Zygia, až byl nakonec roku 1916 zařazen do nového rodu Samanea. V současné taxonomii je preferováno zařazení do rodu Albizia.

## Přehled druhů a jejich rozšíření
- Samanea dinklagei - Kamerun, Ghana, Guinea, Guinea Bissau, Pobřeží slonoviny, Libérie, Sierra Leone
- Samanea guineensis - Dem. rep. Kongo
- Samanea inopinata - Brazílie, Guyana, Venezuela
- Samanea leptophylla - Dem. rep. Kongo, Zambie
- Samanea tubulosa - Argentina, Bolívie, Brazílie, Ekvádor, Paraguay, Peru[4]